# Ford LTD Crown Victoria
Ford LTD Crown Victoria – samochód osobowy klasy pełnowymiarowej produkowany pod amerykańską marką Ford w latach 1979–1991.

## Historia i opis modelu

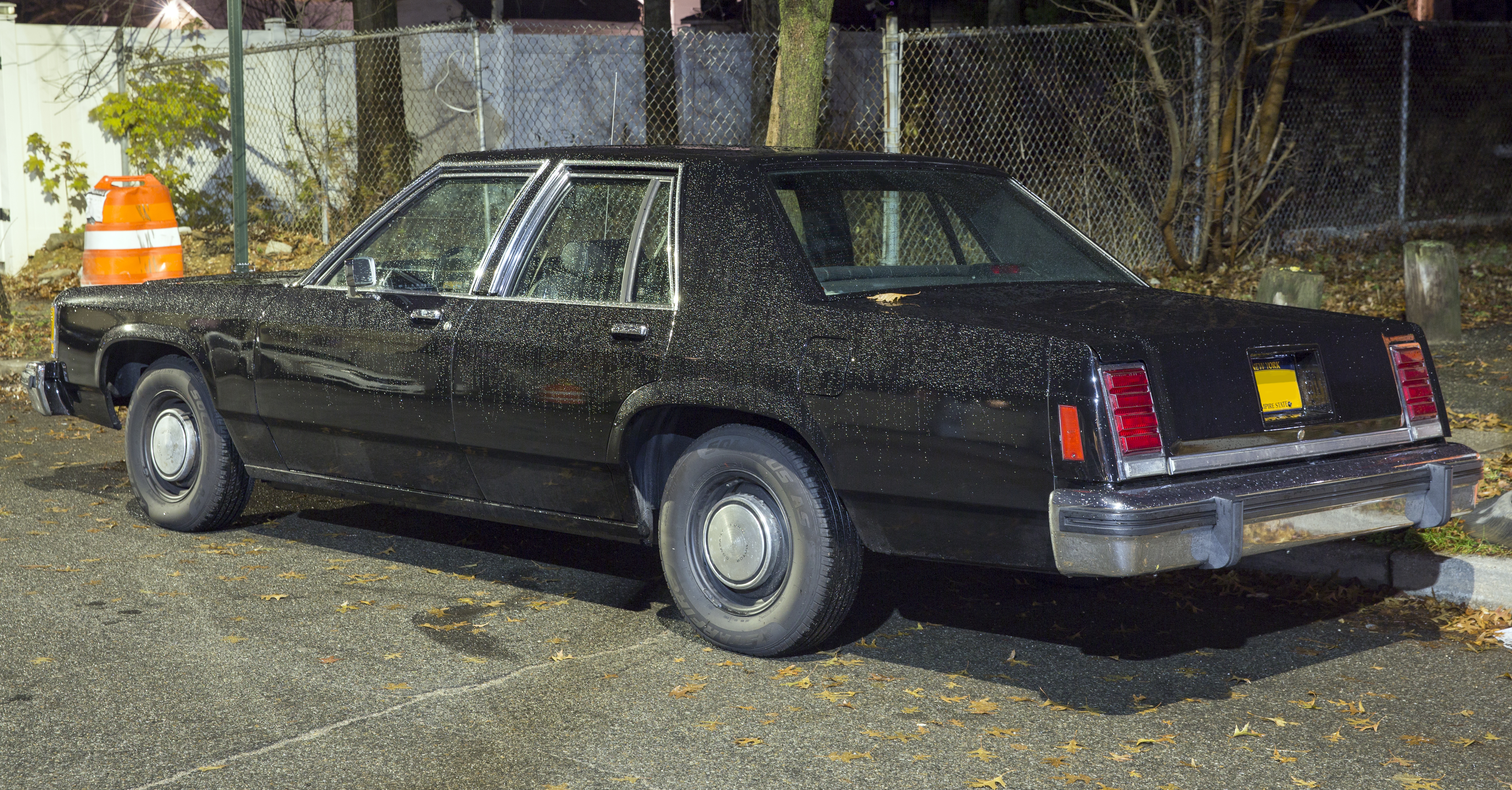
Ford LTD Crown Victoria - tył

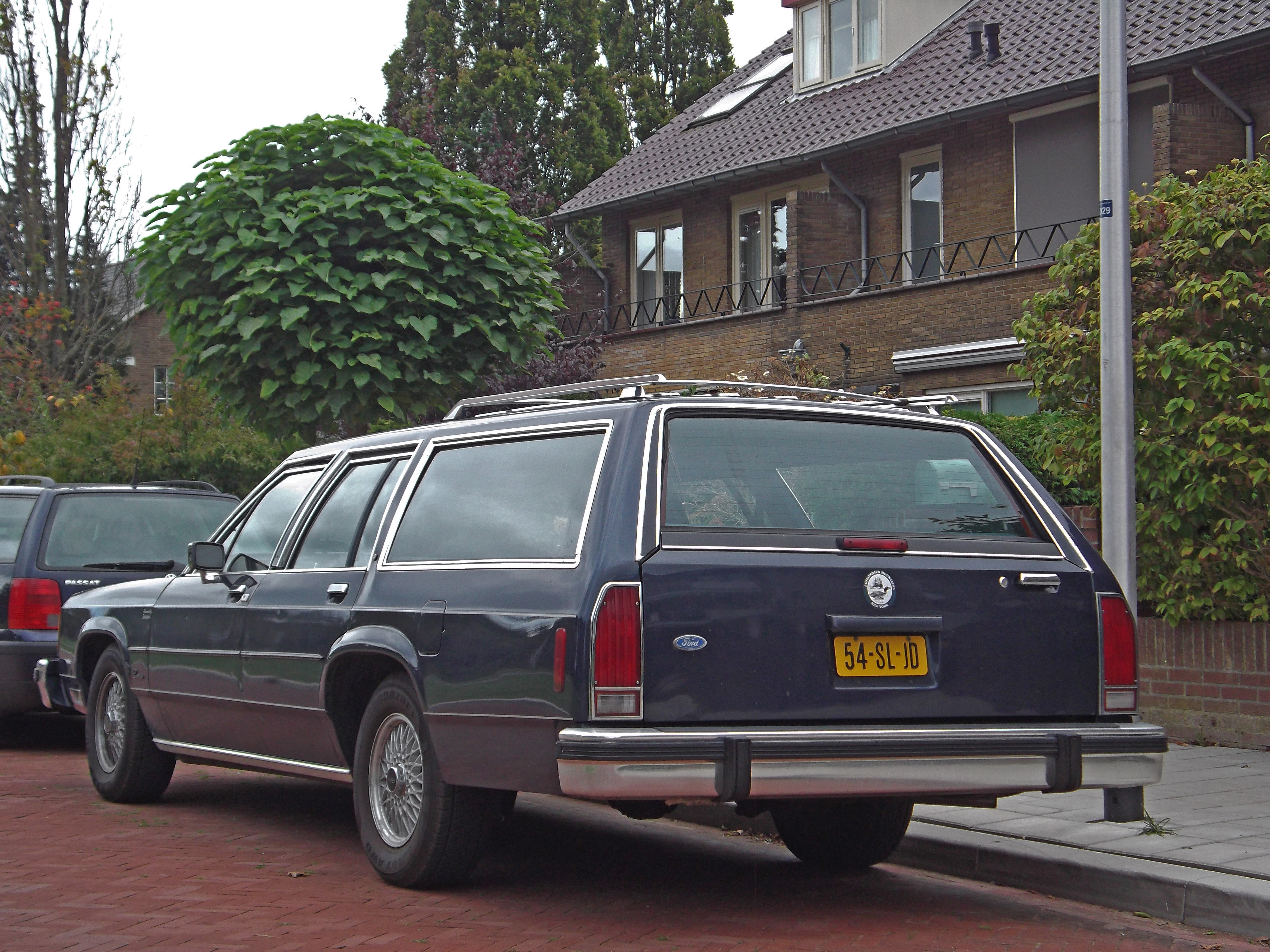
Ford LTD Crown Victoria Kombi

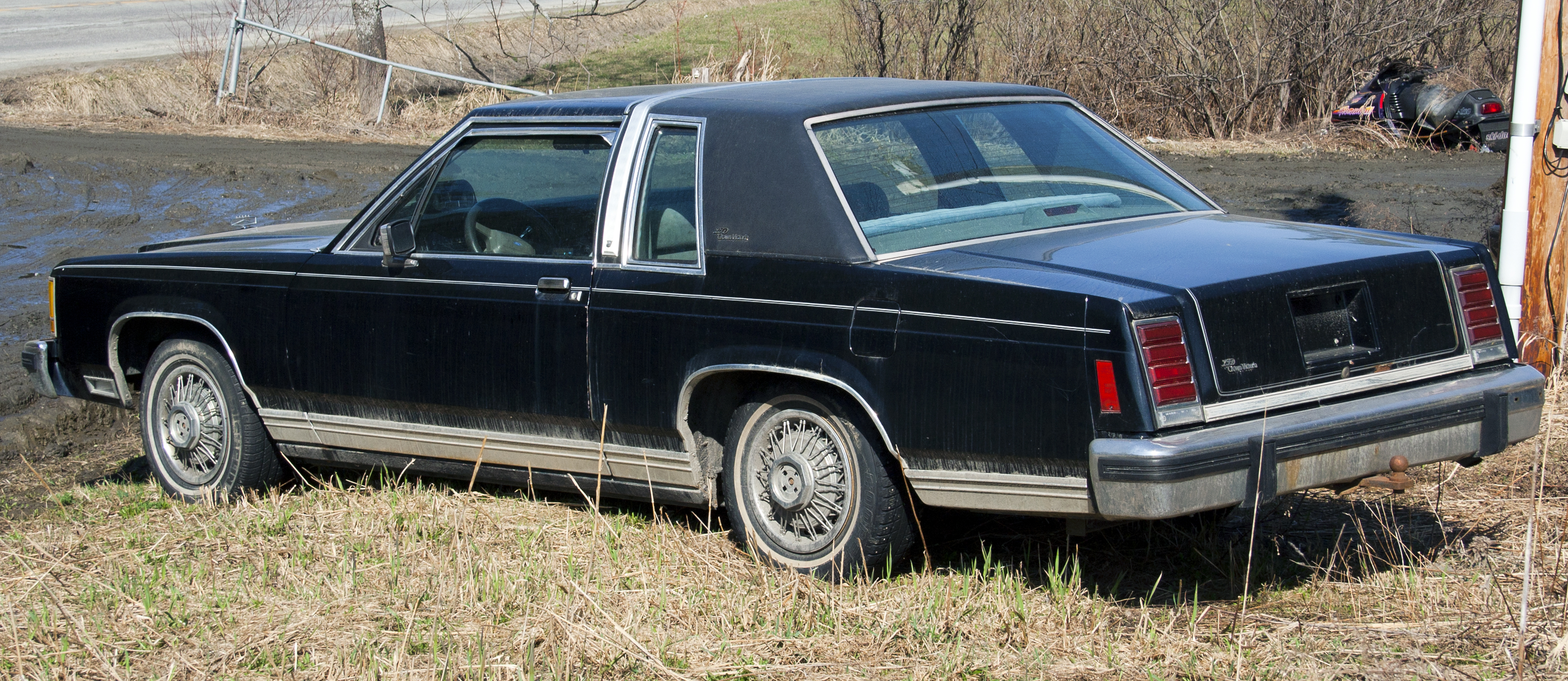
Ford LTD Crown Victoria Coupe

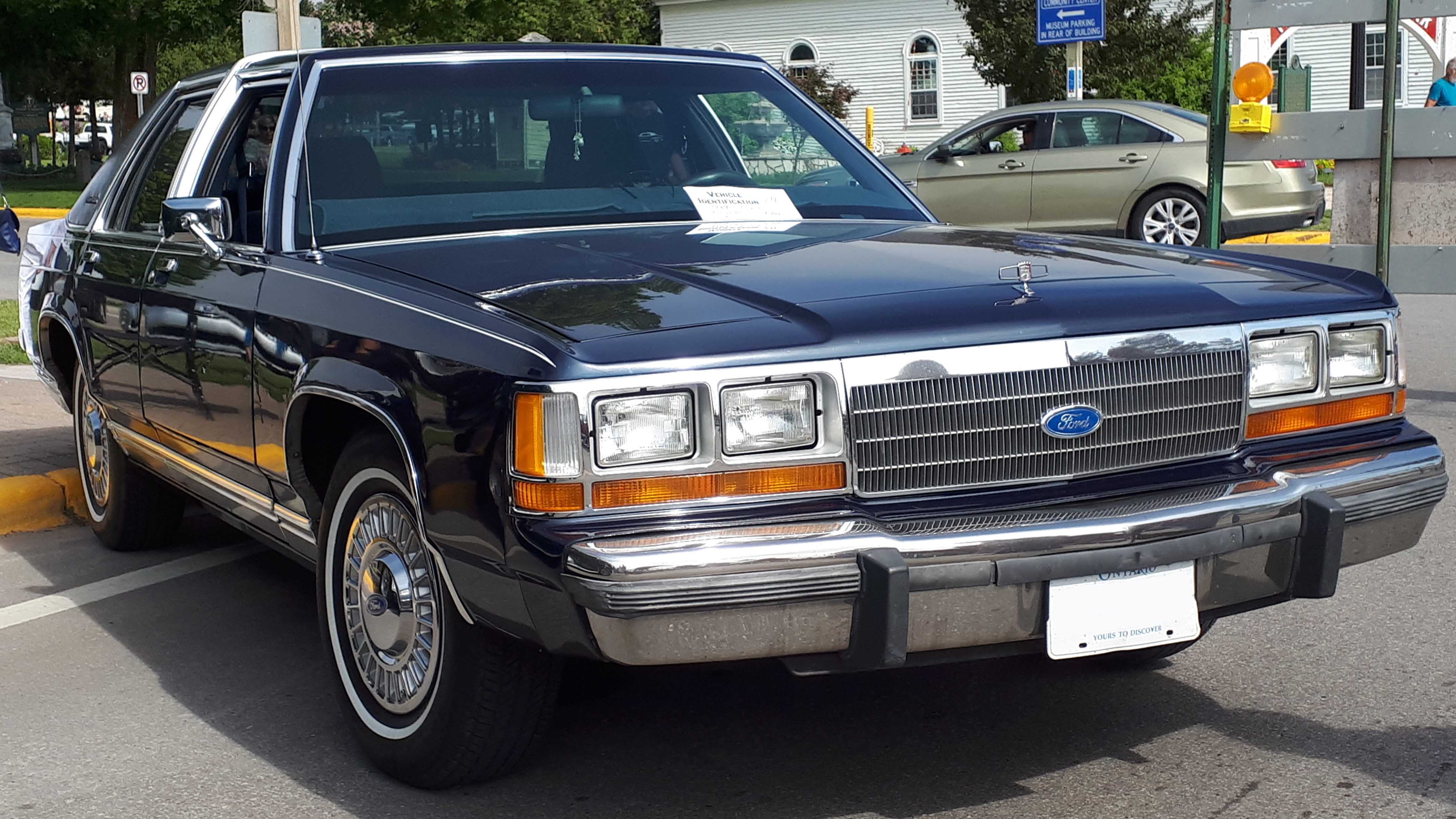
Ford LTD Crown Victoria po liftingu

LTD Crown Victoria zadebiutował pod koniec 1979 roku jako następca modelu LTD. Oferta nadwoziowa składała się z trzech wariantów: 2-drzwiowe coupé, 5-drzwiowe kombi oraz 4-drzwiowy sedan. Do napędu używano benzynowych silników V8 o pojemności 4,9 lub 5,8 l. Moc przenoszona była na oś tylną poprzez 4-biegową automatyczną skrzynię biegów.

### Lifting
W 1987 roku LTD Crown Victoria przeszedł gruntowną modernizację nadwozia, w ramach której pojawił się przemodelowany pas przedni z innym kształtem reflektorów i zmodyfikowaną atrapą chłodnicy. Ponadto, zmieniono też wygląd tylnych lamp oraz zmodyfikowano kolory nadwozia. Produkcja samochodu trwała do 1991 roku, łącznie zajmując 12 lat i poprzestając na 1,9 mln wyprodukowanych sztuk. Następcą został model Crown Victoria, z którego nazwy usunięto człon LTD.

### Silniki
- V8 4.9l Windsor
- V8 5.8l Windsor

### Dane techniczne (V8 4.9)
- V8 Windsor 4,9 l (4942 cm³), 2 zawory na cylinder, OHV
- Układ zasilania: gaźnik
- Średnica cylindra × skok tłoka: 101,60 mm × 76,20 mm
- Stopień sprężania: 8,4:1
- Moc maksymalna: 147 KM (108 kW) przy 3600 obr./min
- Maksymalny moment obrotowy: 332 Nm przy 2200 obr./min

#### Dane techniczne (V8 5.8)
- V8 Windsor 5,8 l (5766 cm³), 2 zawory na cylinder, OHV
- Układ zasilania: gaźnik
- Średnica cylindra × skok tłoka: 101,60 mm × 88,90 mm
- Stopień sprężania: 8,3:1
- Moc maksymalna: 182 KM (134 kW) przy 3600 obr./min
- Maksymalny moment obrotowy: 386 Nm przy 2400 obr./min